# Château d'Aigle
Le château d'Aigle se trouve à Aigle dans le canton de Vaud en Suisse. Occupé par les Bernois au XVe siècle, il est la propriété de l'État de Vaud depuis l'indépendance de 1798. La restauration débute en 1973 et depuis 1976, le château abrite le musée de la Vigne et du Vin.

## Histoire

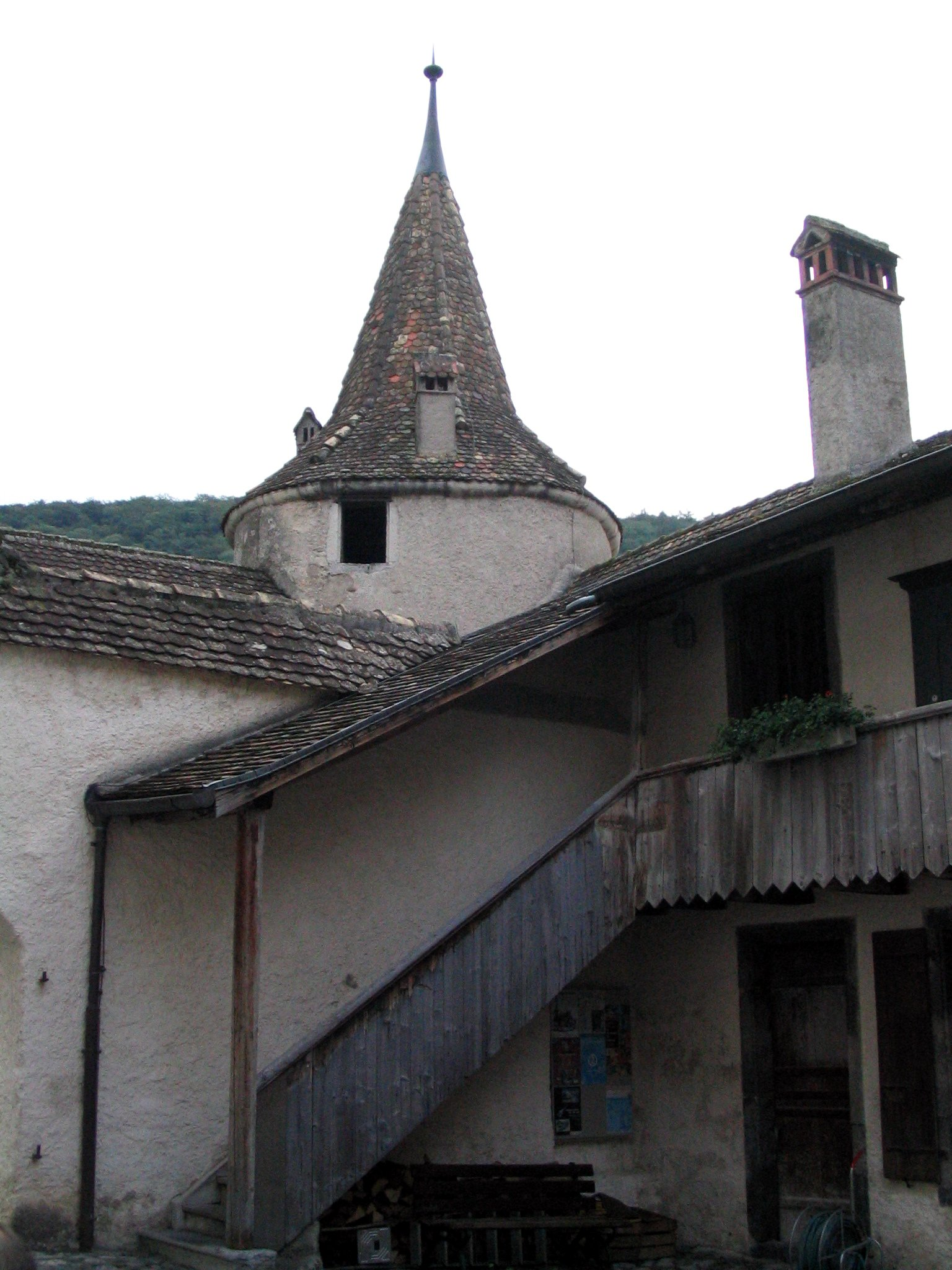
Vue de l'intérieur du château.

Édifié vers la fin du XIIe siècle par la famille de Saillon pour la maison de Savoie, le château remplace d'anciennes constructions. Des vestiges romains témoignent de l'importance du vignoble aux alentours. Au début modeste, le château est essentiellement constitué d'une tour carrée semblable à celle encore visible au sommet de la colline de Saint-Triphon. Les Savoyards vont le transformer et modifier la forme de l'enceinte. Le château protège le bourg d'Aigle alors concentré dans l'actuel quartier du Cloître, et surveille la vallée du Rhône ainsi que la voie qui mène au Pays-d'Enhaut et au col du Pillon.
De 1434 à 1476, la seigneurie appartient à la maison de Compey. Durant le mois d'août 1475, les Bernois attaquent la tour et l'incendient pour mettre un terme aux déplacements incessants des troupes ennemies (duché de Bourgogne et duché de Savoie) dans la plaine du Rhône. Aigle servait de halte aux troupes provenant d'Italie via le col du Grand-Saint-Bernard, les armées se rendaient ensuite à Chillon au nord ou en Savoie. Les nouveaux occupants vont alors lui donner son aspect actuel en le reconstruisant en 1489, ils détruisent une tour ronde et la remplacent par une tour carrée. En 1587, la « Grange de la Dîme » est érigée à l'ouest de l'ouvrage. Entouré de vignes, le château abrite les caves des confédérés mais également une prison, rôle qu'il remplira jusqu'en 1972.
En 1798, le pays de Vaud devient indépendant et les Bernois se retirent. En 1804, la commune d'Aigle en fait l'acquisition et le convertit en un bâtiment administratif et sanitaire. Il est intégré à l’Empire français de 1810 à 1815 avec l’ensemble de la république helvétique. Il sert d'hôpital jusqu'en 1832 mais également de tribunal. Dès 1971, une dizaine de restaurations se sont succédé pour le conserver et mieux comprendre son histoire.

## Musée de la Vigne et du Vin
Le musée de la Vigne et du Vin a été créé en 1971 par la confrérie du Guillon dans le but de sauvegarder le patrimoine vigneron local. Au total, 17 salles présentent plusieurs milliers d'objets relatifs à la culture de la vigne et à la fabrication du vin, dont en particulier un pressoir de 1706, mais également des alambics, des bouteilles, des bouchons et des tire-bouchons, des tastevins, des verres et des carafes.
Quelques salles spéciales présentent des reconstitutions avec des personnages d'une scène de pressoir, d'un atelier de tonnelier, d'une cuisine traditionnelle des années 1840. Une autre salle est dédiée à la Fête des Vignerons de Vevey avec différentes représentations et des costumes locaux et une dernière à l'art populaire, à la peinture et à la caricature.
Une exposition d'étiquettes termine l'exposition en présentant plus de 800 pièces provenant de 52 pays différentes qui retracent l'histoire de la culture du vin dans le monde.